# Andrzej Borkowski (1932–2014)

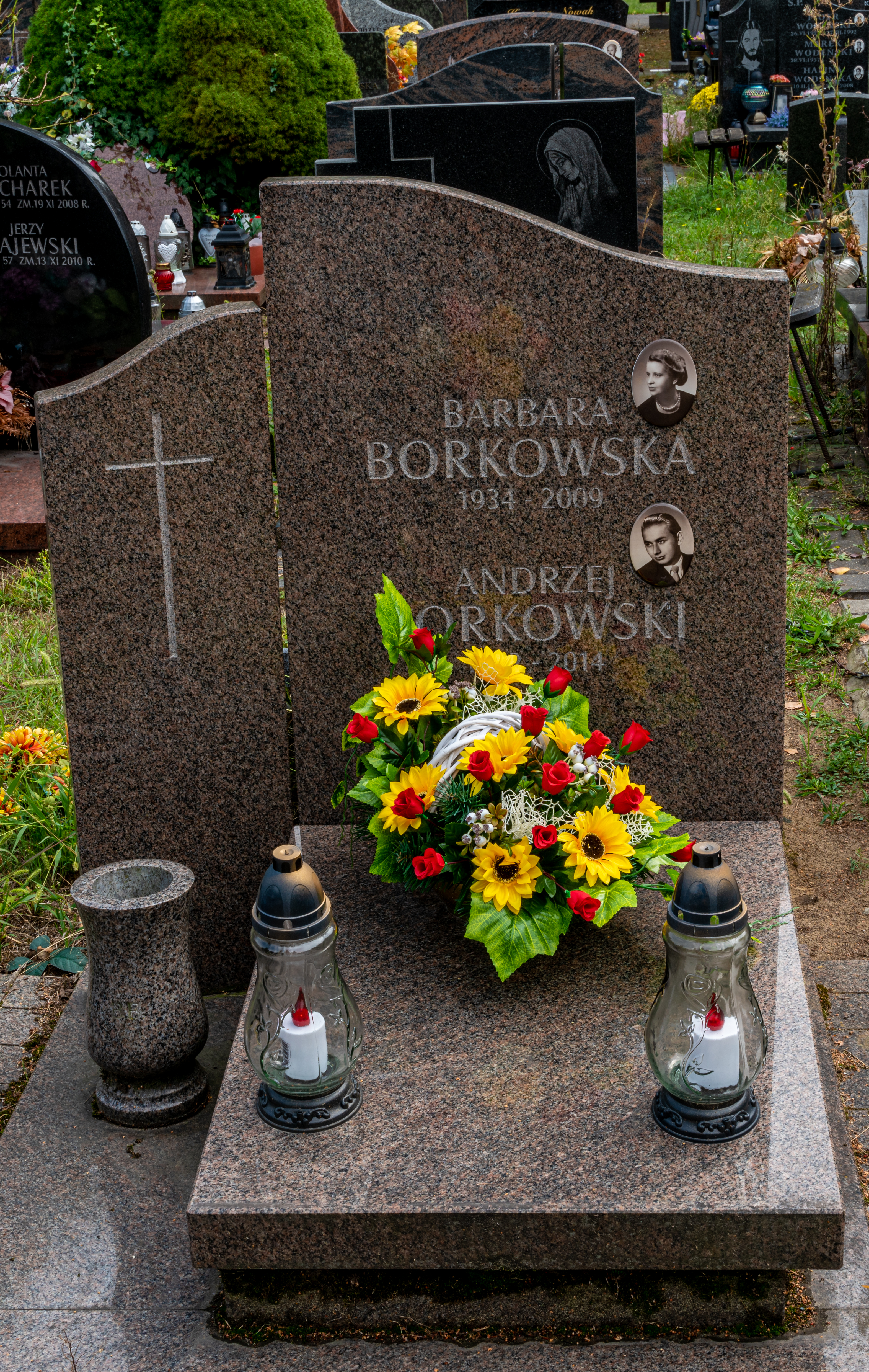
Grób Andrzeja Borkowskiego na cmentarzu Komunalnym Północnym w Warszawie

Andrzej Dominik Borkowski (ur. 4 sierpnia 1932 w Poznaniu, zm. 25 czerwca 2014 w Warszawie) – polski działacz partyjny i państwowy, poseł na Sejm PRL VIII kadencji (1980–1981).

## Życiorys
Syn Józefa i Karoliny. Należał do Związku Młodzieży Polskiej. Wstąpił do Polskiej Zjednoczonej Partii Robotniczej od 12 października 1959. W latach 1966–1972 był radnym Miejskiej Rady Narodowej w Gnieźnie. Od lutego 1965 do lutego 1972 był sekretarzem Komitetu Powiatowego PZPR w Gnieźnie, następnie pełnił funkcję zastępcy kierownika Wydziału Ekonomicznego Komitetu Wojewódzkiego PZPR w Poznaniu (od lutego do maja 1972). W 1973 powołano go na stanowisko przewodniczącego Wojewódzkiej Komisji Planowania w Urzędzie Wojewódzkim w Poznaniu. Od 1 czerwca 1975 do 31 października 1977 pełnił funkcję sekretarza KW PZPR w Koninie, a przez następne dwa lata (od 25 października 1977 do 5 września 1979) był sekretarzem Komitetu Zakładowego PZPR w Ministerstwie Finansów. Od 6 września 1979 do 31 października 1980 pełnił funkcję I sekretarza KW PZPR w Koninie, w tym okresie kierował także konińską Wojewódzką Radą Narodową. Na VIII Zjeździe PZPR został wybrany na zastępcę członka Komitetu Centralnego PZPR.
Z zawodu ekonomista, uzyskał tytuł magistra towaroznawstwa w Wyższej Szkole Ekonomicznej w Poznaniu. W okresie od września 1969 do czerwca 1970 słuchacz Centralnej Szkoły Partyjnej przy KC PZPR w Warszawie. W okresie od stycznia 1973 do kwietnia 1973 słuchacz Wyższej Partyjnej Szkoły przy KC KPZR w Moskwie. W 1980 uzyskał mandat posła na Sejm PRL VIII kadencji w okręgu Konin. Zasiadał w Górnictwa, Energetyki i Chemii. W lipcu 1981 zrzekł się mandatu.
Pochowany 2 lipca 2014 na cmentarzu komunalnym Północnym w Warszawie.

## Odznaczenia
- Krzyż Kawalerski Orderu Odrodzenia Polski
- Złoty Krzyż Zasługi